# Doug Smail
Douglas Dean Smail (* 2. September 1957 in Moose Jaw, Saskatchewan) ist ein ehemaliger kanadischer Eishockeyspieler, der in seiner aktiven Zeit von 1975 bis 1996 unter anderem für die Winnipeg Jets, Minnesota North Stars, Nordiques de Québec und Ottawa Senators in der National Hockey League spielte. 

## Karriere
Doug Smail begann seine Karriere als Eishockeyspieler in seiner Heimatstadt bei den Moose Jaw Canucks, für die er von 1975 bis 1977 in der Saskatchewan Junior Hockey League aktiv war. Anschließend besuchte er drei Jahre lang die University of North Dakota, für deren Eishockeymannschaft er parallel zu seinem Studium in der Western Collegiate Hockey Association aktiv war. Von 1980 bis 1990 spielte der Angreifer für die Winnipeg Jets aus der National Hockey League. Während seiner Zeit bei den Jets nahm er am NHL All-Star Game 1990 teil. Die Saison 1990/91 begann er ebenfalls bei den Winnipeg Jets, wurde jedoch am 7. November 1990 im Tausch gegen Don Barber zu den Minnesota North Stars transferiert. Die folgende Spielzeit verbrachte er bei den Nordiques de Québec. Zur Saison 1992/93 schloss er sich dem NHL-Neuling Ottawa Senators an, beendete die Spielzeit jedoch bei den San Diego Gulls aus der International Hockey League. Zuletzt spielte der Kanadier von 1993 bis 1996 für die Fife Flyers und Cardiff Devils in der British Hockey League, ehe er seine Karriere im Alter von 38 Jahren beendete. 

## Erfolge und Auszeichnungen
- 1980 NCAA Championship All-Tournament Team
- 1980 NCAA Championship Tournament MVP
- 1990 Teilnahme am NHL All-Star Game